# Plebiscyt na Śląsku Cieszyńskim, Spiszu i Orawie

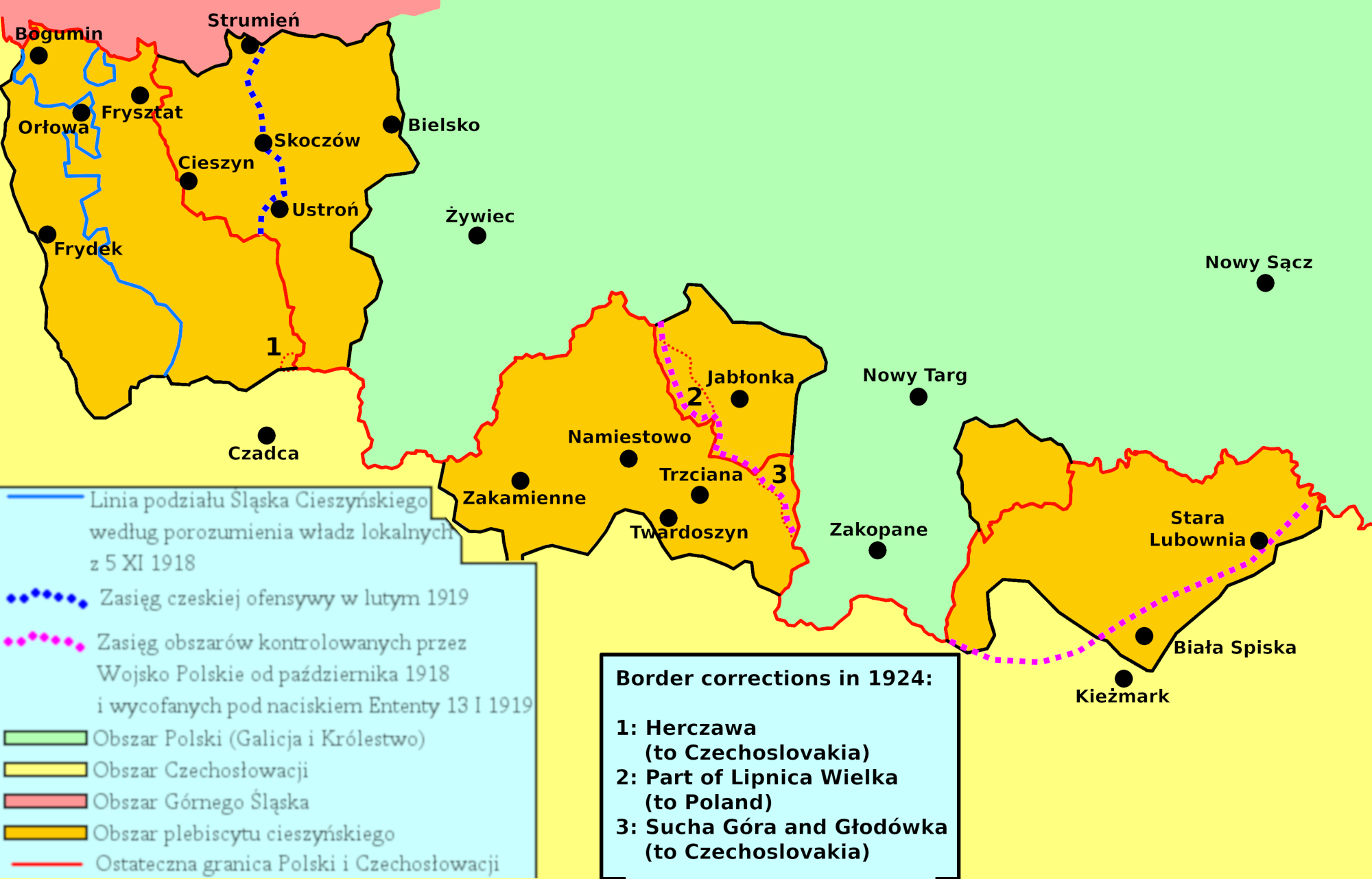
Obszar planowanego plebiscytu

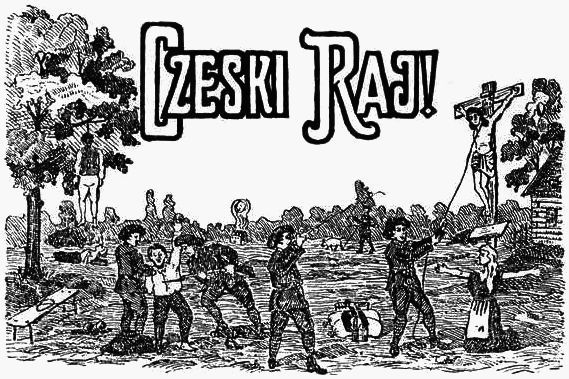
Polska ulotka propagandowa z okresu plebiscytowego piętnująca czeskie zbrodnie wojenne na tzw. Zaolziu

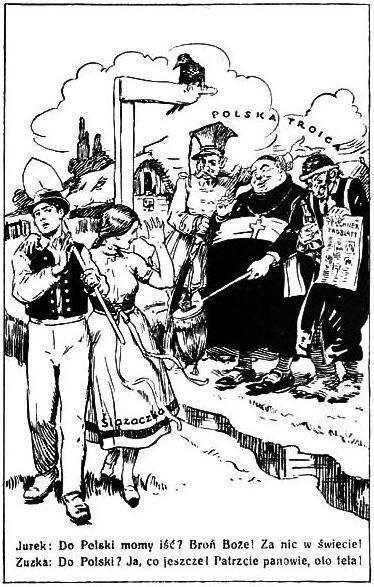
Czeska ulotka propagandowa z okresu plebiscytowego

Plebiscyt na Śląsku Cieszyńskim, Spiszu i Orawie − planowany plebiscyt na terytoriach spornych pomiędzy Polską i Czechosłowacją, który nie został przeprowadzony.

## Historia

### Sytuacja przed plebiscytem
Śląsk Cieszyński był regionem mieszanym narodowościowo i wyznaniowo. Pierwszą politycznie zorganizowaną grupą narodową byli Niemcy, żyjący głównie w bielskiej wyspie językowej i w pozostałych miastach. Miała ona również przewagę ekonomiczną nad pozostałymi grupami ludności, co przyspieszało proces germanizacji. Dobrze zintegrowaną politycznie z Niemcami społecznością byli niemieccy żydzi. Czesi, historycznie nazywani również Morawianami i Lachami (zobacz Lasko) zamieszkiwali wschodni pas wzdłuż Ostrawicy, w pozostałej części stanowili niewielką mniejszość, jednak dobrze usytuowaną, drobno mieszczańską i urzędniczą, co dawało szczególną przewagę nad ludnością polską w przejściowym regionie zagłębia karwińskiego, gdzie żyło i pracowało wielu imigrantów z Galicji (ich odsetek szacuje się na około 12% ówczesnej populacji Śląska Cieszyńskiego). Odrodzenie narodowe wśród Polaków nastąpiło w drugiej połowie XIX wieku, a pierwszym znacznym działaczem został Paweł Stalmach. Niejako w odpowiedzi na polskie ożywienie rozwinął się później wśród ludności polskojęzycznej tzw. ruch ślązakowski (od gazety Ślązak), głoszący ideę odrębności kulturowej, jeśli nie językowej, Ślązaków od Polaków. Był on pod wpływem miejscowych niemieckich liberałów i był popularny szczególnie wśród ewangelików w okolicach miasta Skoczowa.
Sytuacja na Górnej Orawie była inna. Kilkadziesiąt przygranicznych wsi była osiedlona przez potomków polskich osadników podtrzymujących polskie gwary, jednak językiem kościoła i szkoły był język słowacki. Polska aktywność narodowa rozpoczęła się dopiero w 1897. Świadomość narodowa na początku XX wieku była na Górnej Orawie słaba. Sukcesem było doprowadzenie do potraktowania gwary góralskiej jako języka polskiego w spisie ludności w 1910 w powiecie trzciańskim, a swoją działalność rozpoczęli wówczas również miejscowi intelektualiści. Lokalne porozumienia polsko-słowackie zakładały przekazanie tych terenów Polsce, jednak wojska polskie dały radę obsadzić tylko polskojęzyczną część powiatu trzciańskiego, natomiast powiat namiestowski w całości opanowały wojska czechosłowackie, co usankcjonował układ chyżniański.
Po walkach na Śląsku Cieszyńskim toczonych w dniach 23 stycznia-24 lutego 1919 roku kwestię konfliktu w regionie oddano jeszcze w styczniu tego roku pod dyskusję na konferencji pokojowej w Paryżu. W jej efekcie ustalono nową linię demarkacyjną 3 lutego. Od marca kwestia omawiana była już przez Radę Najwyższą. Ostatnią szansą na niearbitrażowy podział regionu były rozmowy między oboma państwami pod koniec lipca 1919 roku. Strona czechosłowacka uparcie optowała za granicą maksymalnie na linii Wisły. Strona polska zaproponowała natomiast uznanie powiatu bielskiego za bezsprzecznie polski, a frydeckiego za bezsprzecznie czeski, a w pozostałych dwóch powiatach przeprowadzić plebiscyt. Wyeliminowałoby to z głosowania optujących za Czechosłowacją licznych w powiecie bielskim Niemców i ślązakowców, jednak strona czeska zdawała sobie z tego sprawę i propozycję odrzuciła.

### Okres plebiscytowy
Decyzję o przeprowadzeniu plebiscytu podjęła Rada Najwyższa Konferencji Pokojowej 27 września 1919 roku. Plebiscyt miał odbyć się w trzy miesiące od przekazania decyzji o jego przeprowadzeniu skłóconym stronom. Miał objąć całość historycznego Śląska Cieszyńskiego. Na wniosek Polski plebiscyt rozszerzono także na Spisz i Orawę, gdzie oprócz powiatu trzciańskiego miał również objąć powiat namiestowski i północną część powiatu twardoszyńskiego. Wyniki miały być opracowywane w oparciu o gminy.
Polacy powołali w Cieszynie Główny Komitet Plebiscytowy, natomiast Czesi w Ostrawie Komisé pro plebiscit na Těšinsku.
Alianci zdecydowali o przesunięciu plebiscytu na termin trzech miesięcy od przybycia delegacji międzynarodowej. 30 stycznia 1920 roku dotarła do Cieszyna delegacja Międzynarodowego Komisariatu Plebiscytowego pod kierownictwem Gustave de Manneville’a. 23 marca ogłosił on ordynację do głosowania.
W okresie przedplebiscytowym obie strony dopuszczały się szykan i nadużyć, w maju na obszarze znajdującym się pod zarządem czeskim polscy górnicy ogłosili strajk powszechny. Począwszy od kwietnia komisja międzynarodowa podejmowała próby wycofania się z plebiscytu, po wybuchu strajku alianci uznali plebiscyt za niemożliwy do przeprowadzenia.

### Rezygnacja z plebiscytu
Latem 1920 roku podczas ofensywy Tuchaczewskiego w wojnie polsko-bolszewickiej na Warszawę sytuacja Polski znacznie pogorszyła się. 10 lipca Polska podpisała na konferencji w Spa deklarację o podporządkowaniu się decyzjom arbitrażu międzynarodowego. Wykorzystał to czechosłowacki minister spraw zagranicznych Edvard Beneš i przeforsował niekorzystny dla Polski podział Śląska Cieszyńskiego przez mocarstwa bez przeprowadzania plebiscytu, na co zgodził się Prezes Rady Ministrów Władysław Grabski, licząc na pomoc mocarstw w obliczu inwazji bolszewickiej na Polskę.

### Podział arbitralny

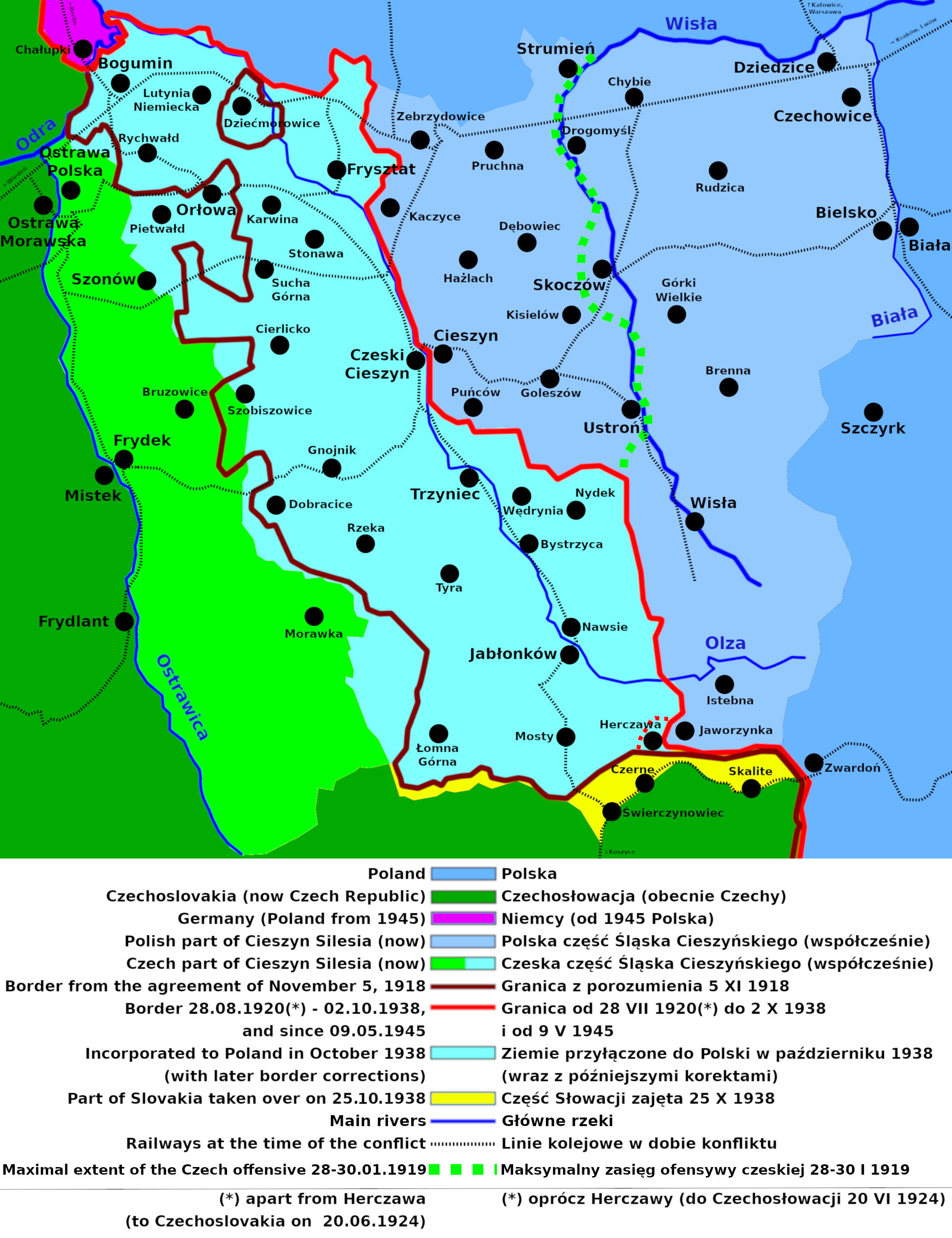
Podziały Śląska Cieszyńskiego w okresie międzywojennym

28 lipca 1920 Rada Ambasadorów podjęła decyzję o podziale spornych terenów. Czechosłowacja otrzymała 1269 km² (56% terenu) Śląska Cieszyńskiego, zamieszkanego, według spisu powszechnego z 1910 roku przez 295 161 osób (68% całej populacji; 139 tys. ludności polskojęzycznej, 113 tys. czeskojęzycznej, 34 tys. niemieckojęzycznej), w tym tereny uprzednio administrowane przez polską Radę Narodową Księstwa Cieszyńskiego z 179 tys. mieszkańców (123 tys. polskojęzycznych, 32 tys. czeskojęzycznych, 22 tys. niemieckojęzycznych). Polsce przyznano 1002 km² (44% terenu) o pow. 1002 km² ze 139 630 mieszkańcami (94 tysięcy deklarujących język polski, 2 tysiące czeski oraz 43 tysiące niemiecki; dane z 1910). Czechosłowacja przejęła linię kolei koszycko-bogumińskiej oraz okręg przemysłowo-górniczy Karwiny, zaś Polska otrzymała obszary głównie rolnicze. Na Orawie i Spiszu Polska przejęła część regionów zamieszkanych przez ludność polską.
Postanowienie to zostało natychmiast przez Polskę oprotestowane. 31 lipca 1920 roku delegat rządu polskiego Ignacy Jan Paderewski wystąpił w tej sprawie do prezydenta Francji z notą protestacyjną. W piśmie tym oświadczył stanowczo, że Polska nie uważa narzuconej decyzji za definitywne rozwiązanie problemu, stwierdzając: porozumienie pomiędzy Rządem Polskim i Czechosłowackim nie przesądza niczego o szczegółach ostatecznego uregulowania granic, ani nie wymienia żadnej linii granicznej.

## Opinie o plebiscycie
Strony konfliktu nie były zadowolone z decyzji o podziale Śląska Cieszyńskiego. Z punktu widzenia Polski po stronie czeskiej pozostało kilkaset tysięcy Polaków, w większości uświadomionych narodowo. Czesi liczyli na zwycięstwo w plebiscycie i przyznanie im całego regionu, co przy uwzględnieniu geografii obszaru plebiscytowego i wyników opracowywanych w oparciu o gminy nie było niemożliwe. Strona polska zakładała zwycięstwo dzięki głosom polskojęzycznej większości (55% w ostatnim austriackim spisie w 1910), z nadzieją na poparcie przez część Niemców. W rzeczywistości mogło to być jednak założenie zbyt optymistyczne. Miejscowi Niemcy wraz z Niemcami sudeckimi mieliby jako większa mniejszość również większe polityczne znaczenie w Czechosłowacji niż w Polsce. Żydzi obawiali się przyłączenia do Polski, mającej opinię antyżydowskiej. Przeciwko Polsce tradycyjnie była większość ślązakowców, zwolenników Śląskiej Partii Ludowej, których liczebność szacuje się na przynajmniej 20% ludności polskojęzycznej, 10 do 12% ludności całego regionu. Nie można było też w pełni liczyć na ludność pochodzenia galicyjskiego, najliczniej (około dwudziestu tysięcy z łącznej liczby 54200 w całym regionie) zamieszkującą zdominowany przez Czechów powiat frydecki, gdzie łatwo ulegała czechizacji. Ponadto w roku 1919 i 1920 nastroje proczechosłowackie wzmocniły się. Przeciwko wszystkim przeciwnym głosom strona polska mogła przegrać plebiscyt różnicą kilku do nawet kilkunastu procent. Według obliczeń środowisk ślązakowskich nawet w 60% do 70% gminach całego regionu wygrałaby opcja czechosłowacka. W wypadku zwycięstwa Czechosłowacji w plebiscycie, geograficzne rozłożenie powyższych grup wyborców, uświadomionych narodowo Polaków w części środkowej i północno-zachodniej regionu, a ślązakowców i Niemców w części wschodniej, mogło pociągnąć za sobą gorszy z punktu widzenia Polski podział, niż ten dokonany przez Radę Ambasadorów.